# Proštinac
Proštinac (cyr. Проштинац) – wieś w Serbii, w okręgu pomorawskim, w gminie Svilajnac. W 2011 roku liczyła 223 mieszkańców.